# Roland Brice
Pour les articles homonymes, voir Brice.
Roland Brice, né le 8 juillet 1911 à Nice et mort le 15 décembre 1989 à Biot, est un céramiste français, principalement connu pour sa collaboration étroite avec Fernand Léger.

## Biographie
Roland Brice commence sa formation artistique à l'École des arts décoratifs de Nice, puis s’installe à Paris dans les années 1930, où il fréquente les milieux artistiques de Montparnasse. Il y rencontre le peintre Fernand Léger, dont il devient l'un des proches collaborateurs. Après la Seconde Guerre mondiale, à la demande de Léger, il s’installe à Biot, dans les Alpes-Maritimes, où il crée un atelier de céramique.
À partir de 1949, Roland Brice se consacre à la transposition des œuvres de Léger en céramique, notamment des panneaux muraux, des bas-reliefs et des objets décoratifs. Cette collaboration perdure jusqu’à la mort de Léger en 1955.
Après cette période, Brice poursuit une carrière indépendante. Il réalise de nombreuses œuvres pour des bâtiments publics, des églises et des écoles. Son fils, Claude Brice, a également travaillé dans l'atelier de Biot et perpétué le travail de céramique inspiré de la collaboration avec Léger.

## Œuvres notables
- Mur céramique de l'Hôpital Saint-Antoine de Paris
- Panneaux décoratifs pour des écoles et établissements publics dans les Alpes-Maritimes
- Transpositions en céramique d'œuvres de Fernand Léger, visibles notamment au Musée Fernand Léger de Biot